# Тацца

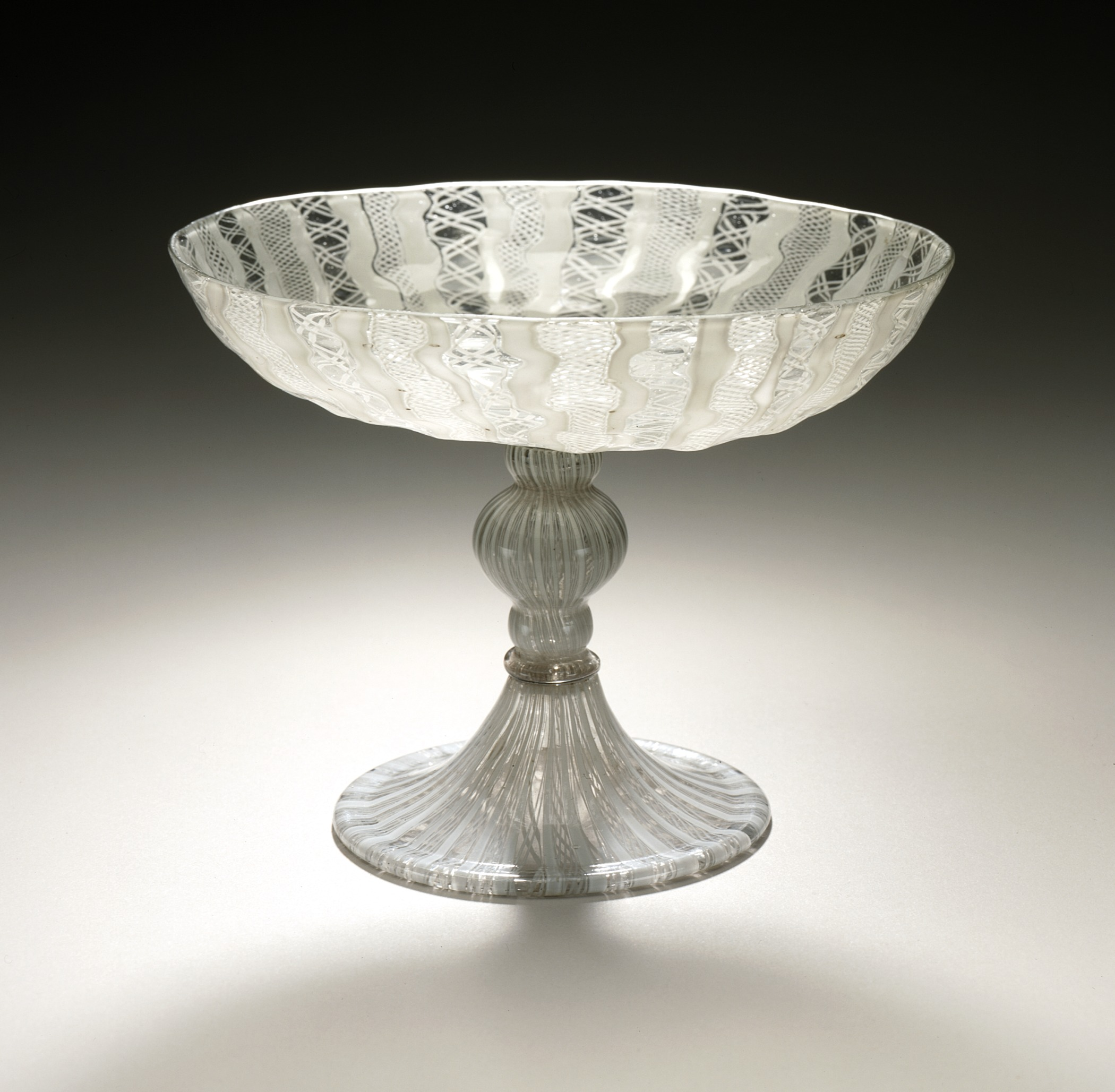
Тацца. Італія, XVII століття

Та́цца (італ. tazza — «чашка, чаша») — виріб декоративно-ужиткового мистецтва, плоска, широка чаша на ніжці, а також багатоярусна композиція з декількох тарілок на одній вертикальній осі.

## Історія
Батьківщина тацци — Італія, де посуд подібної форми був відомий з XV століття. Матеріалом для його виготовлення служили скло, дорогоцінні метали (найчастіше срібло), майоліка. В Італії таця використовували як посудину для вина. Частково вона нагадує давньогрецький килик. Вважалося, що плоска форма чаші дозволяє найкращим чином відчути аромат напою. На дно таці часто наносили зображення, яке відкривалося погляду в міру того, як вино зменшувалося. Металеві таці також прикрашали за допомогою буклювання — нанесення на поверхню безперервних рядів великих опуклостей-буклів.
В інших європейських країнах, зокрема, в Голландії, форму тацци визнали незручною для пиття і використовували її не як кубок, а як вазу для фруктів або солодощів. Такими вазами було легко прикрасити парадний стіл у вигляді бордюру або ефектну композицію з декількох ярусів.
У XVI—XVIII століттях німецькі златоковалі, з Аугсбурга і Нюрнберга, знаменитих центрів ювелірного мистецтва, стали виготовляти багатоярусні тацци для фруктів, по яких зверху вниз стікало ароматне вино. Такі таці, на зразок фонтанів, прикрашені рельєфними плакетками із зображеннями міфологічних сюжетів, на зразок сюрту-де-табль ставали центрами святкового столу. Їх замовляли монархи, використовуючи на бенкетах, а також як дипломатичні подарунки.
У Росії тацци набули широкого поширення з XVII століття. Оскільки наповнювали їх переважно маринованими плодами («розсолами»), вази отримали назву — «розсольник» . У Палаті зброї Московського кремля зберігається незвичайний витвір: багатоярусна ваза-розсольник «Цукеркове дерево» (1633—1644) німецького майстра XVII століття Дітріха Тор Мойї із Гамбурга — дар шведської королеви Христини російському царю Михайлу Федоровичу.

## У мистецтві

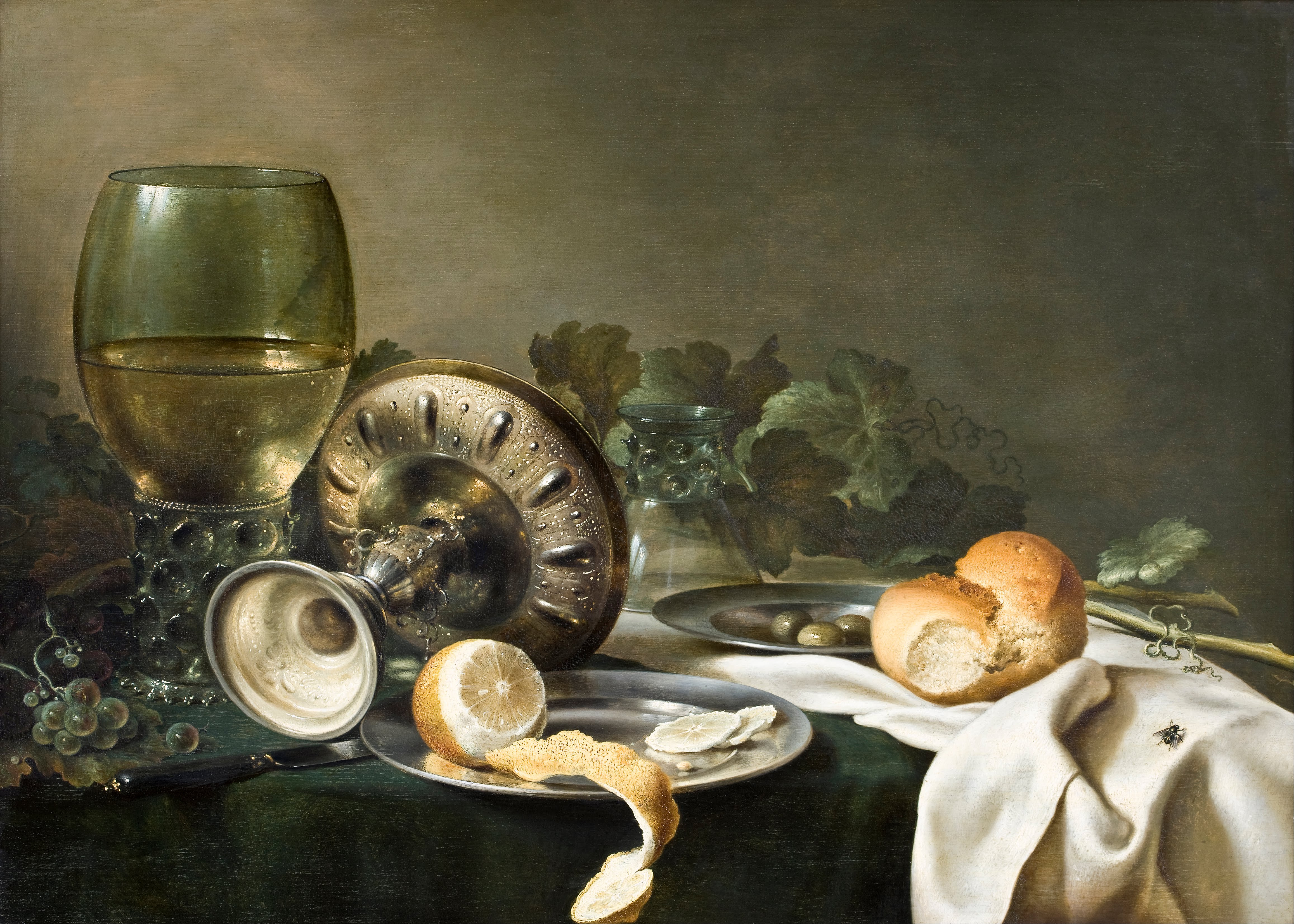
Віллем Клас Хеда. Натюрморт

Тацци часто присутні на картинах італійських і голландських художників XVI—XVII століть . У голландців — тацца, наповнена фруктами, нерідко ставала домінантою натюрмортної постановки.